# Кривоносов, Николай Иванович
Николай Иванович Кривоносов (бел. Мікалай Іванавіч Крываносаў; 7 июля 1980, Минск — 7 сентября 2011, Туношна, Ярославская область) — белорусский хоккеист, позднее хоккейный тренер.

## Биография

Могила Кривоносова на Кальварийском кладбище Минска.

Родился в семье хоккеиста, позднее тренера Ивана Кривоносова; мать также профессиональная спортсменка — мастер спорта по фехтованию.
Играл за молодёжные команды и сборную Белоруссии. Из-за травмы завершил карьеру игрока.
Переквалифицировался в тренера по физической подготовке. Работал в клубах «Динамо» (Минск), «Динамо» (Москва), «Атлант» (2010—2011), «Локомотив» (2011).
Фитнес-спортсмен: вице-чемпион Москвы (2010), бронзовый медалист чемпионата России (2010), 10-е место на Mr. Universe (2010).
Был холост. Дочь Стефания (2006).
Погиб на 32-м году жизни вместе с командой «Локомотив» 7 сентября 2011 года в авиакатастрофе при вылете самолёта с ярославского аэропорта. Похоронен на Кальварийском кладбище Минска.